# Є
Є, є е осмата буква в украинската азбука и притежава звуковата стойност [jɛ] (/йе/). Използвала се е и в църковнославянския език. В старата кирилица за предаването на този звук се е употребявала буквата Ѥ (йотувано Е). До средата на 19 век е влизала в състава на сръбската азбука, но впоследствие е заменена от буквосъчетанието „їe“, преминало накрая в „је“.